# Poolblood
Poolblood (estilizado en minúsculas), nombre artístico de Maryam Said, es una persona cantautora canadiense de indie pop de Toronto, Ontario.

## Biografía
Said, que es una persona no binaria y usa el pronombre elle, lanzó su EP debut Yummy en 2019. Siguió en 2022 con varios sencillos previos, antes del lanzamiento de su álbum debut de larga duración mole en enero de 2023.
mole fue seleccionado para el Polaris Music Prize de 2023.